# Agrecjusz
Agrecjusz – biskup Sens w V wieku. Autor dedykowanego Eucheriuszowi z Lyonu dzieła De orthographia, z którego korzystał Izydor z Sewilli.